# トリエステ (重巡洋艦)
トリエステ (Incrociatore pesante Trieste) は、イタリア王立海軍 (Regia Marina) が戦間期に建造し、第二次世界大戦で運用した巡洋艦。
トレント級重巡洋艦の2番艦。
姉妹艦は「トレント」。

## 艦歴

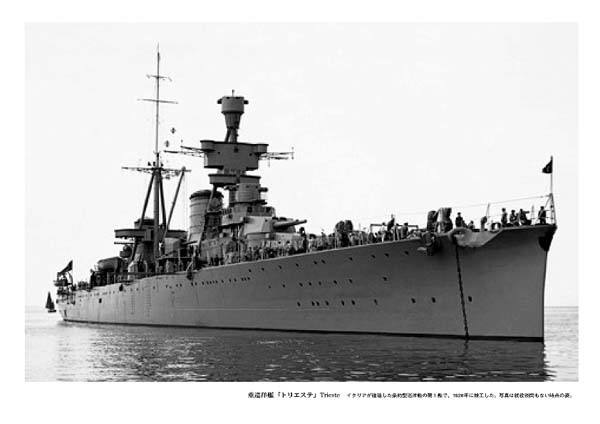
トレント級重巡洋艦2番艦「トリエステ」

STT造船所 (Stabilimento Tecnico Triestino) で建造。1925年（大正14年）6月22日、起工。1926年（大正15年）10月24日、進水。1928年（昭和3年）12月21日、就役。1931年（昭和6年）に小規模な改造を実施した。1932年（昭和7年）初頭に第一次上海事変が勃発すると姉妹艦は極東に派遣されたが、本艦は地中海にとどまった。1937年（昭和12年）に改修工事をおこなう。
1939年（昭和14年）5月10日、ユーゴスラビア王国のパヴレ・カラジョルジェヴィチ摂政とオルガ后がイタリアのローマを訪問した。翌11日、ナポリ湾で海軍演習と観艦式が行われ、トリエステはイタリア国王ウンベルト2世の御召艦となり、バヴレ摂政夫妻、ムッソリーニ伊首相も本艦に乗艦した。

### 第二次世界大戦
1939年（昭和14年）9月初頭、第二次世界大戦が勃発する。イタリア王国は中立の立場をとったが、1940年（昭和15年）6月10日に枢軸陣営として参戦、地中海戦線が形成された（地中海攻防戦）。本級2隻（トレント、トリエステ）と準同型艦「ボルツァーノ」は行動を共にし、第3戦隊 (III Divisione Incrociatori) を編制していた。7月、カラブリア沖海戦に参加してイギリス地中海艦隊と交戦する。8月31日、イギリス軍のハッツ作戦に対する出撃に参加。10月12日、パッセロ岬沖海戦で沈没したイタリア駆逐艦「アルティリエーレ」救援のため第3戦隊が出動するが、イギリス艦隊と接敵しなかった。11月のタラント空襲では損害をうけず、同月のスパルティヴェント岬沖海戦に参加した。
1941年（昭和16年）2月、ジェノヴァ砲撃のために出撃してきたイギリス艦隊（H部隊）迎撃のために出撃したが、空振りに終わった。3月ナポリからトリポリへ向かう兵員輸送船団を支援。同月、ラスター作戦邀撃にともなうマタパン岬沖海戦に参加。この海戦でザラ級重巡洋艦3隻が沈没し、生き残った同級3番艦「ゴリツィア」が、本級と行動を共にするようになった。8月、ミンスミート作戦で出撃してきたイギリス艦隊（H部隊）の迎撃のため出撃する。
9月、マルタ攻囲戦にともなう英領マルタへの補給作戦（ハルバード作戦）が行われ、その迎撃にトレント級重巡も出撃した。11月、トリポリへ向かう北アフリカ戦線むけ枢軸国補給船団の遠距離護衛に従事する。この枢軸船団を、イギリス海軍の軽快艦艇部隊（K部隊）が襲撃する。夜戦で輸送船7隻と駆逐艦1隻が沈没、さらにイギリス潜水艦「アプホルダー」の雷撃でイタリア駆逐艦「リベッチオ」が沈没した（デュースブルク船団の戦い）。
11月21日、本艦はイギリス潜水艦「アトモスト」の雷撃で大破、戦線を離脱した。
1942年（昭和17年）6月15日、アレキサンドリアからマルタへむかう連合軍輸送船団（ヴィガラス作戦）邀撃に出撃した姉妹艦「トレント」が、空襲で損傷したあと、イギリス潜水艦「アンブラ」の雷撃で撃沈された。第3戦隊は、重巡3隻（トリエステ、ゴリツィア、ボルツァーノ）で再編される。8月、連合軍のペデスタル作戦を阻止するために出撃する。だが重巡「ボルツァーノ」と軽巡「ムツィオ・アッテンドーロ」が、イギリス潜水艦「アンブロークン」の雷撃で大破した。枢軸陣営はマルタへの補給阻止に失敗した。
この後、イタリア側は艦艇用燃料の欠乏もあって、積極的な行動をとれなくなる。11月のトーチ作戦で地中海攻防戦は決着がつき、イタリア勝利の可能性はなくなった。1943年（昭和18年）4月10日、ラ・マッダレーナでアメリカ陸軍航空軍のB-24爆撃機84機による空襲に遭う。「トリエステ」は被弾して沈没した。
戦後浮揚された「トリエステ」は、軽空母への改造を計画したスペインに売却された。だがそれは中止となり、スクラップとして売却された。1946年（昭和21年）10月18日、除籍。